# Matucana pujupatii
Matucana pujupatii (Donald & A.B.Lau) Bregman es una especie de planta fanerógama de la familia Cactaceae. 

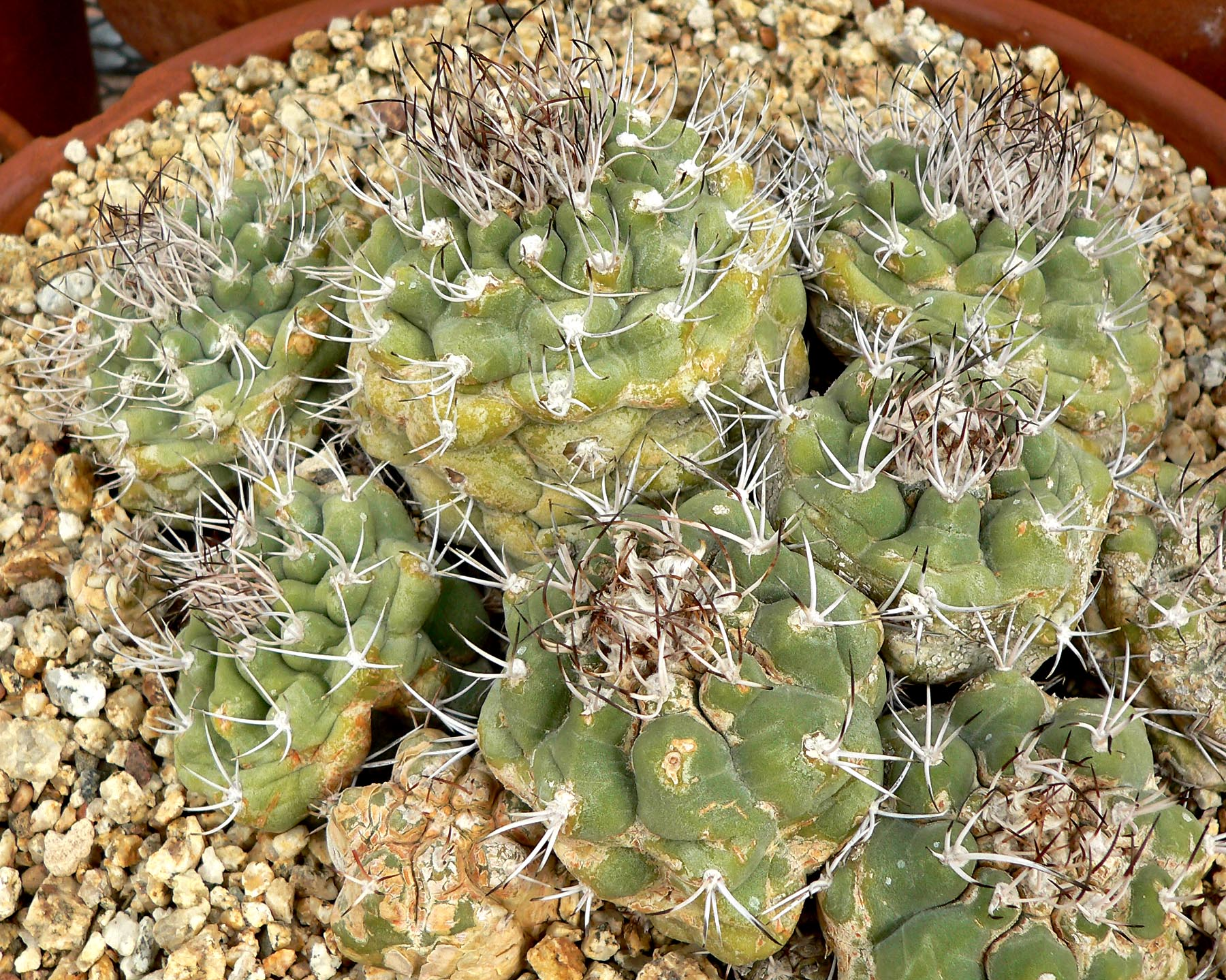
Vista de la planta

## Distribución
Es endémica de Cajamarca en Perú. Es una especie inusual en las colecciones.

## Descripción
Matucana pujupatii crece de vez en cuando algo ramificada de abajo hacia arriba, tiene el tallo esférico o en forma de huevo, de color gris verdoso a azul-verde tallos y alcanza un diámetro de 10 centímetros y una altura de hasta 15 centímetros. Tiene 11-15 anchas costillas rectas que se joroban. Las espinas son curvas y flexibles, marrón y de color amarillento en su base que se vuelven grises con la edad. Las dos espinas centrales - que faltan ocasionalmente - son de hasta 5 centímetros, los seis a nueve espinas radiales son de 0,5 a 2 centímetros de largo. Las flores son ligeramente curvadas, de color carmesí flores y de 6 a 7 centímetros de largo con un diámetro de 4 a 5 centímetros. El fruto es esférico para en forma de huevo, ligeramente púrpura-verde y alcanza un diámetro de hasta 10 milímetros.

## Taxonomía
Matucana pujupatii fue descrito por (Donald & A.B.Lau) Bregman y publicado en Willdenowia 17(1): 179. 1988.
Etimología
Matucana: nombre genérico que fue nombrado por la ciudad de Matucana.
pujupatii epíteto otorgado en honor de Shawintu Pujupat Dagses, un joven peruano que acompañó a Alfred Bernhard Lau durante su gira en el Perú.
Sinonimia
- Borziczctus madisoniorum